# Stenocorus alteni
Stenocorus alteni är en skalbaggsart som beskrevs av Giesbert och Hovore 1998. Stenocorus alteni ingår i släktet Stenocorus och familjen långhorningar. Inga underarter finns listade i Catalogue of Life.